# 604-й Краснознамённый центр специального назначения «Витязь»
604-й Краснознамённый центр специального назначения «Витязь» — подразделение в составе Отдельной дивизии оперативного назначения имени Ф. Э. Дзержинского, на основе преемственности сочетающее в себе историю 2-го полка, 6-го отряда специального назначения «Витязь» и 8-го отряда специального назначения «Русь».
До 1 сентября 2008 года носила название 1-й Краснознамённый отряд специального назначения (1 ОСН) Внутренних войск МВД России, одной из главных задач которого была борьба с терроризмом и освобождение заложников. 1 сентября 2008 года на базе отряда «Витязь», путём слияния с отрядом специального назначения «Русь», сформирован 604 Центр специального назначения внутренних войск МВД России. В 2016 году, в связи с учреждением Федеральной службы войск национальной гвардии Российской Федерации и вхождением в ее состав Внутренних войск Министерства внутренних дел Российской Федерации, специальное подразделение было включено в состав Войск национальной гвардии Российской Федерации.
Символом бойцов «Витязя» является краповый берет.

## Деятельность
На отряд возлагались следующие задачи:
- участие в разоружении и ликвидации незаконных вооружённых формирований, организованных преступных групп, в пресечении массовых беспорядков, сопровождающихся вооружённым насилием, изъятии у населения незаконно хранящегося оружия;
- участие в пресечении актов терроризма;
- участие в обезвреживании лиц, захвативших заложников, важные государственные объекты, специальные грузы, сооружения на коммуникациях, а также здания органов государственной власти;
- участие в обеспечении безопасности должностных лиц и отдельных граждан Российской Федерации в соответствии с законодательством Российской Федерации.

## История

### Предыстория
1-й мсп — мотострелковый полк (в/ч 3179) — нёс службу по охране особо важных государственных объектов и сопровождению специальных грузов в Москве. Являлся старейшим подразделением не только во Внутренних войсках, но и всех Вооруженных силах послереволюционной России, так как был сформирован 24 февраля 1918 года — на следующий день после образования РККА (ныне — День защитника Отечества). До 1996 года базировался в Лефортово. В 1999 году вместе с 6 отрядом специального назначения «Витязь» реорганизован в 1 Полк специального назначения «Витязь».

### С 1977
- 29 декабря 1977 года. Министром внутренних дел СССР генералом армии Н. А. Щёлоковым принято решение к 20 марта 1978 года сформировать первое в системе МВД подразделение спецназа на базе 9-й роты 3-го батальона 2-го полка ОМСДОН им. Ф. Дзержинского.

1980
- 6 июня. Выполнение задачи по обеспечению безопасности в районе аэропорта Внуково, где потерпел катастрофу Ан-22 «Антей».
- Июль. Боевое дежурство во время проведения Олимпийских игр.

1981
- Октябрь. Участие в спецоперации по ликвидации массовых беспорядков в г. Орджоникидзе (Владикавказ).
- 18 декабря. Участие в спецоперации совместно с группой «А» КГБ СССР по освобождению заложников, захваченных преступниками в одной из школ г. Сарапул Удмуртской АССР.

1982 
- Июль. Участие в мероприятиях по ликвидации последствий авиакатастрофы вблизи Внуково.
- Октябрь. Ликвидация беспорядков, учинённых призывниками с Северного Кавказа, которые следовали поездом через Москву в Ярославль.

1984 
- Июль. Введение в штат урСпН учебного взвода для подготовки солдат.
- Ноябрь. Выполнение особого важного задания по оказанию помощи сотрудникам Генеральной прокуратуры СССР в ходе расследования так называемого «узбекского дела».

1985 
- Июль. Боевое дежурство во время проведения Всемирного фестиваля молодежи и студентов.

1986 
- 21 сентября. Участие в спецоперации совместно с группой «А» КГБ СССР по освобождению самолёта, захваченного террористами в аэропорту г. Уфы.

1987 
- Первые пробные испытания на право ношения крапового берета.

1988 
- Январь. Зарождение традиции, связанной с проведением квалификационных испытаний на право ношения крапового берета.
- Февраль-март. г. Сумгаит Азербайджанской ССР. Предотвращение и ликвидация массовых беспорядков, пресечение погромов, грабежей и террористических актов в отношении местного населения, поиск оружия в местах его незаконного хранения, изъятие ценностей у преступников, охрана особо важных объектов, руководства МВД СССР в местах со сложной оперативной обстановкой.
- Июль. г. Ереван. Участие в спецоперации по разблокированию международного аэропорта Звартноц.
- Сентябрь. г. Ереван. Применение урСпН в качестве сдерживающего фактора при ликвидации массовых беспорядков.
- Ноябрь-декабрь. г. Баку. Обеспечение режима чрезвычайного положения, участие в спецоперации по освобождению площади им. Ленина от экстремистски настроенных лиц.

1989 
- Май. Освобождение заложников, захваченных преступниками в следственном изоляторе г. Кизела Пермской области и в исправительно-трудовой колонии пос. Лесное Кировской области.
- Июнь. Ферганская область Узбекской ССР. Участие в операции по пресечению беспрецедентных по масштабам и жестокости акций националистического терроризма, ликвидации массовых беспорядков, разоружению экстремистов, сопровождению колонн с беженцами.
- Июнь. Мангышлакская область Казахской ССР. Ликвидация массовых беспорядков.
- Июль. Абхазская АССР. Предотвращение столкновений на межнациональной почве, изъятие оружия у населения.
- Ноябрь. Молдавская ССР. Участие в мероприятиях правоохранительных органов по восстановлению общественного порядка.
- Декабрь. Формирование на базе УРСН учебного батальона специального назначения.

1990 
- Январь. Нахичеванская АССР  Азербайджанской ССР. Оказание помощи пограничникам в охране государственной границы.

г. Баку. Совместные действия с группой «А» по задержанию экстремистов из Народного фронта Азербайджана.
- Март. Формирование экспериментальной контрактной роты специального назначения.

Спецоперация по освобождению заложников и ликвидации базы террористов в районе г. Иджевана.
- Апрель. Армянская ССР. Изъятие градобойных орудий в районе г. Еревана.
- Июнь. Поездка на базу спецкоманды «Кобра» Федеральной жандармерии Австрии с целю обмена опытом.
- Июль. Нагорно-Карабахская АО. Патрулирование на вертолётах границы между Арменией и Азербайджаном.

Разоружение банды численностью 50 человек возле с. Вагуди Сисианского района Армении.
Ликвидация последствий авиакатастрофы в районе г. Степанакерта. 
- Август. Сухуми. Проведение совместно с группой «А» уникальной операции по освобождению заложников и обезвреживанию вооружённых преступников в изоляторе временного содержания.
- Ноябрь. Степанакерт. Охрана правительственных учреждений. Спецоперации по проверке паспортного режима, разоружению боевиков. Охрана коменданта района чрезвычайного положения.

Сопровождение в Нагорном Карабахе Президента России Б. Ельцина и министра внутренних дел Баранникова.
Первая стажировка в спецкоманде «Кобра» Федеральной жандармерии Австрии.
1991 
- Апрель. Юго-Осетинская АО. Проводка колонны с продовольствием через Рокский перевал, прорыв экономической блокады г. Цхинвала. Разоружение боевиков.
- Май. Приказ Министра внутренних дел СССР № 033 от 5 мая 1991 года о формировании на базе убСнН отряда специального назначения «Витязь».
- Июнь. ССР Молдова. Действия по проверке разведданных о подготовке экстремистов к проведению противоправных акций.
- Ноябрь. г. Грозный. Охрана заблокированного экстремистами здания МВД.
- Декабрь. г. Владикавказ. Обеспечение правопорядка в сложной оперативной обстановке.

1992 
- 24 февраля — 20 апреля. г. Махачкала Дагестан.
- 25 мая — 26 июля. г. Владикавказ Северная Осетия. Охрана представительства МВД, охрана телецентра, разведка Цхинвальского района.
- Май. г. Владикавказ. Изъятие у населения незаконно хранящегося оружия. Задержание боевиков группы О. Тезиева, готовившей террористические акты.
- Июль-сентябрь. г. Назрань. Охрана представительства Верховного Совета России в Ингушской Республике.
- Август-сентябрь. Карачаево-Черкесия. Проведение разведывательно-поисковых мероприятий с целью задержания и разоружения чеченских боевиков, пытавшихся проникнуть в Абхазию.
- Сентябрь-октябрь. Кабардино-Балкария. Участие в превентивных мерах в условиях вооружённого противоборства. Ликвидация массовых беспорядков в следственном изоляторе в г. Нальчике. Задержание особо опасных преступников в г. Тырныаузе.
- 31 октября — 9 ноября. г. Беслан Северная Осетия. Охрана аэропорта. Обеспечение переговоров руководства Осетии и Ингушетии.

г. Нальчик Кабардино-Балкария.
- Декабрь. Зона осетино-ингушского конфликта. Выполнение служебно-боевых задач в г. Владикавказе Северной Осетии по обеспечению режима чрезвычайного положения. Разоружение экстремистов, ликвидация незаконных вооружённых формирований, предотвращение столкновений между противоборствующими сторонами.

1993 
- Май-июль. Зона осетино-ингушского конфликта. Ликвидация бандформирования в районе с. Али-Юрт.
- 31 мая. Командующий внутренними войсками МВД России утвердил Положение «О квалификационных испытаниях на право ношения крапового берета».
- Октябрь. г. Москва. Массовое убийство демонстрантов[2]. 3 октября 1993 года у телецентра «Останкино» во время вооружённого противостояния между сторонниками Верховного Совета РФ (тогдашнего парламента) и силами, подконтрольными Президенту РФ; участие в мероприятиях по восстановлению правопорядка в столице. За выполнение данной задачи двум спецназовцам было присвоено звание Героя Российской Федерации — полковнику Лысюку и посмертно рядовому Ситникову.

1994 
- 17 сентября — 11 декабря. Разведывательно-поисковые мероприятия на границе с Чеченской Республикой. Изучение местности. Проводка колонн МЧС с гуманитарными грузами.
- 11 — 30 декабря. Оказание помощи военнослужащим нижегородского оперативного полка, из числа которых группа солдат была взята боевиками в заложники.

Уничтожение чеченского блокпоста под ст. Ищерской.
Участие в войсковых операциях по ликвидации бандгрупп в ст. Ищерской.
1995 
- Январь. Сопровождение бронепоезда и проведение поисковых мероприятий в населённых пунктах вдоль железнодорожной ветки «Моздок — Червленная — Грозный».
- Март. Участие в операциях по освобождению от боевиков г. Аргуна и г. Гудермеса.
- Апрель. Участие в операции по уничтожению бандформирования в с. Самашки.

Участие в боях под Бамутом.
- Май. Бой за высоту 541,9.

1999 
- Март. Формирование 1-го Краснознамённого полка специального назначения «Витязь».
- 5 мая. Вручение Боевого Знамени личному составу 1-го Краснознамённого полка «Витязь».
- Июль-август. Подготовка группы офицерской роты в высокогорных районах Северного Кавказа.

2000 
- Июнь-декабрь. Выполнение боевых задач в ходе контртеррористической операции на территории Чеченской Республики.

2001 
- Ноябрь-декабрь. Выполнение боевых задач в Чеченской Республике.

2002 
- Январь-май. Выполнение боевых задач в Чеченской Республике.

Переформирование 1-го полка в отряд специального назначения «Витязь».
- 23-26 октября. Участие в специальной операции по освобождению заложников, захваченных в театральном центре на Дубровке чеченскими террористами.

### Участие во вторжении на Украину (2022)
Подразделение принимает участие в войне в Украине. На начало сентября 2022 года известно о семи погибших подразделения, включая двух офицеров.
Журналисты Reuters посетили город Буча под Киевом, опросив очевидцев, изучив фото-, видеодоказательства и документы, оставленные россиянами после отступления из Киевской области в ходе вторжения на Украину в 2022 году. Расследование Reuters обнаружило документы, подтверждающие, что военнослужащие Витязя были среди сил, оккупировавших Бучу в начале 2022 года.

## Герои Российской Федерации
полковник Лысюк, Сергей Иванович (Указ от 7 октября 1993 г.)
 рядовой Ситников, Николай Юрьевич (Указ от 7 октября 1993 г., посмертно)
 полковник Никишин, Александр Николаевич (Указ от 12 мая 1996 г.)
 полковник Кублин, Олег Васильевич (Указ от июля 1996 г.)
 сержант Бурнаев, Сергей Александрович (Указ от 16 сентября 2002 г., посмертно)
 капитан Шелохвостов, Иван Юрьевич (Указ от 8 июля 2003 г., посмертно)
 капитан Серков, Дмитрий Александрович (Указ от 11 декабря 2007 г., посмертно)
 сержант Ситников, Алексей Сергеевич (Указ от 10 февраля 2010 г., посмертно)
 старший лейтенант Потапов, Александр Игоревич (Указ от 29 сентября 2022 г., посмертно)
 полковник Белоглазов, Александр Михайлович (Указ от 2022 г.)